# Mental Revolution
Mental Revolution – druga płyta zespołu Indios Bravos, wydana w 2004, a wznowiona w 2006 roku poszerzona o drugą płytę.

## Lista utworów
1. "Intro"
2. "Tak to tak"
3. "Zabiorę cię"
4. "Sign"
5. "Pom pom"
6. "The sun"
7. "Wu-wei"
8. "1865"
9. "Run run run"
10. "Mental revolution"
11. "Mental revolution – state of sound version"

### Płyta 2 (reedycja)
AUDIO:
1. Samo nic
2. Nie rytmiczny me how (live)
3. Czas spełnienia (live)

VIDEO:
1. Pom pom
2. Nie rytmiczny me how
3. Czas spełnienia

## Twórcy
- Piotr Banach – gitara
- Piotr Gutkowski – wokal
- Tomek Kubik – perkusja
- Krzysztof Sak – gitara
- Przemek Filipkowski – instrumenty klawiszowe
- Rysiek Łabul – gitara basowa
- Magda Ciećka – wokal (w piosence Pom pom)
- Paweł Gawroński – wokal (w piosence Czas spełnienia)

## Informacje techniczne
- muzyka: Piotr Banach (z wyjątkiem 1865 – zespół Third World)
- słowa – Piotr Gutkowski (z wyjątkiem: 1865 – zespół Third World, Wu-wei – Piotr Banach)
- mastering i realizacja nagrań: Piotr Banach
- Nagrań koncertowych dokonano 20 stycznia 2005 w klubie Stodoła w Warszawie
  - Rejestracja koncertu – Sebastian Witkowski
  - Mix – Piotr Banach